# Coleraine (distrikt)
Coleraine (iriska: Cúil Raithin) var ett distrikt i Nordirland. Coleraine omfattade delar av grevskapen Londonderry och Antrim. Huvudort var Coleraine.
I samband med en distriktsreform i Nordirland 1 april 2015 slogs distrikten Ballymoney, Coleraine, Limavady och Moyle samman till distriktet  Causeway Coast and Glens. 

## Städer
- Coleraine
- Garvagh
- Kilrea
- Portrush
- Portstewart